# 安蒂良卡火山

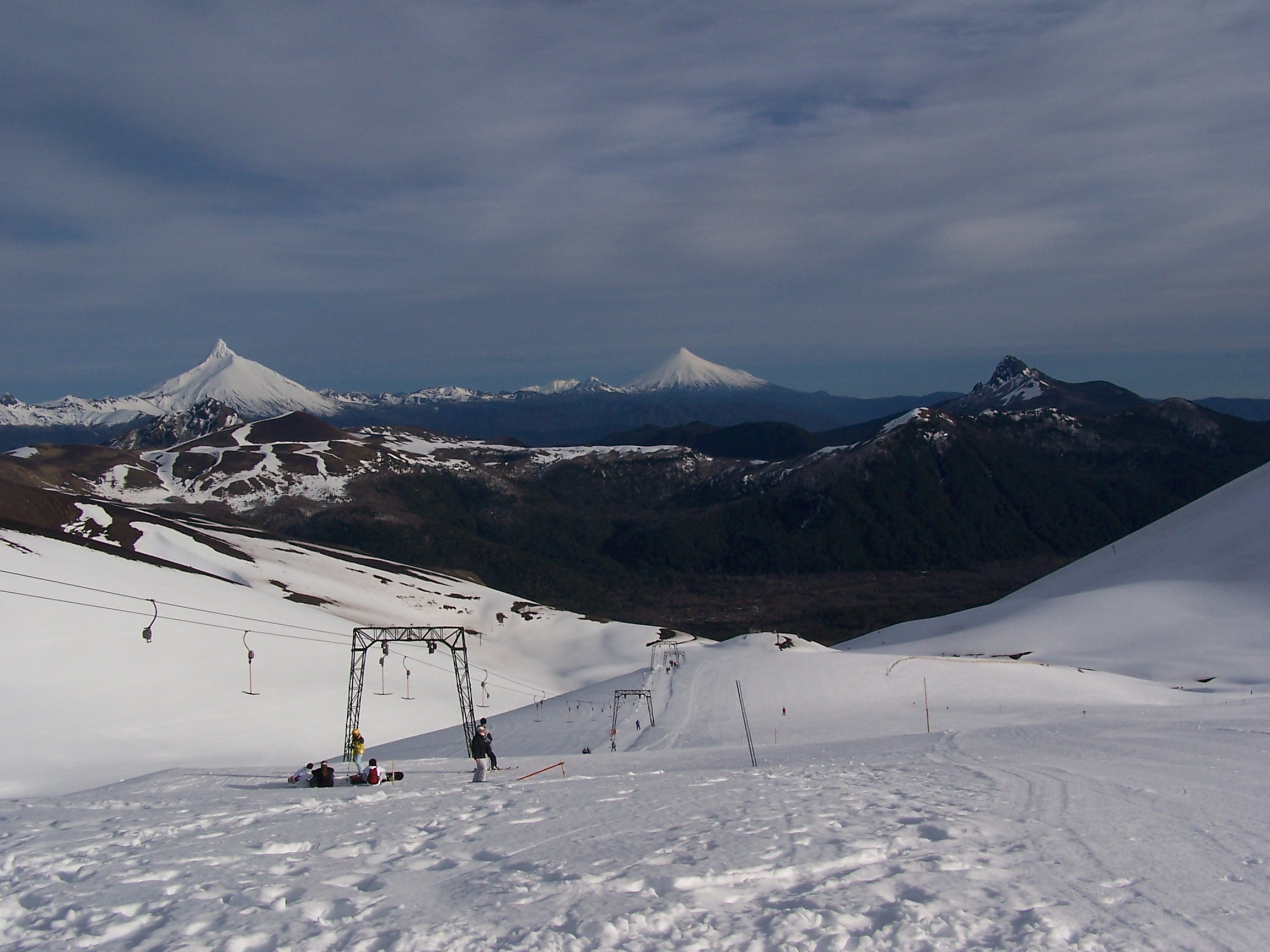

40°46′15″S 72°09′12″W / 40.77083°S 72.15333°W
安蒂良卡火山（西班牙語：Complejo volcánico Antillanca），是智利的火山群，屬於安第斯山脈的一部分，屬於安第斯山脈的一部分，面積380平方公里，海拔高度1,990米，最近一次火山噴發在公元前230年發生。